# Tomas Vaitkus
Tomas Vaitkus (* 4. Februar 1982 in Klaipėda) ist ein ehemaliger litauischer Radrennfahrer.

## Karriere
Vaitkus wurde 2003 Profi bei Landbouwkrediet-Colnago. Er fuhr dort zwei Jahre und wechselte zum jetzigen UCI ProTeam Ag2r Prévoyance. Sein erfolgreichstes Jahr hatte der U23-Zeitfahrweltmeister von 2002 in der Saison 2005. Er gewann den Tartu GP und wurde in mehreren wichtigen Rennen Zweiter. Unter anderem wurde er Zweiter beim Giro d’Italia 2006 und Vierter bei der Dänemark-Rundfahrt, bei der er in den Jahren zuvor zwei Etappen gewann. In der UCI Europe Tour 2005 belegte der sprintstarke Litauer den 15. Gesamtrang.
Beim Giro d’Italia 2006 schlug er im Massensprint der 9. Etappe unter anderem Paolo Bettini, Olaf Pollack und Robbie McEwen und sicherte sich damit den größten Sieg seiner Karriere.
Ende der Saison 2013 beendete er zunächst seine Karriere als Berufsradfahrer. Zur Saison 2015 kam er jedoch aus seinem Ruhestand zurück.

## Erfolge

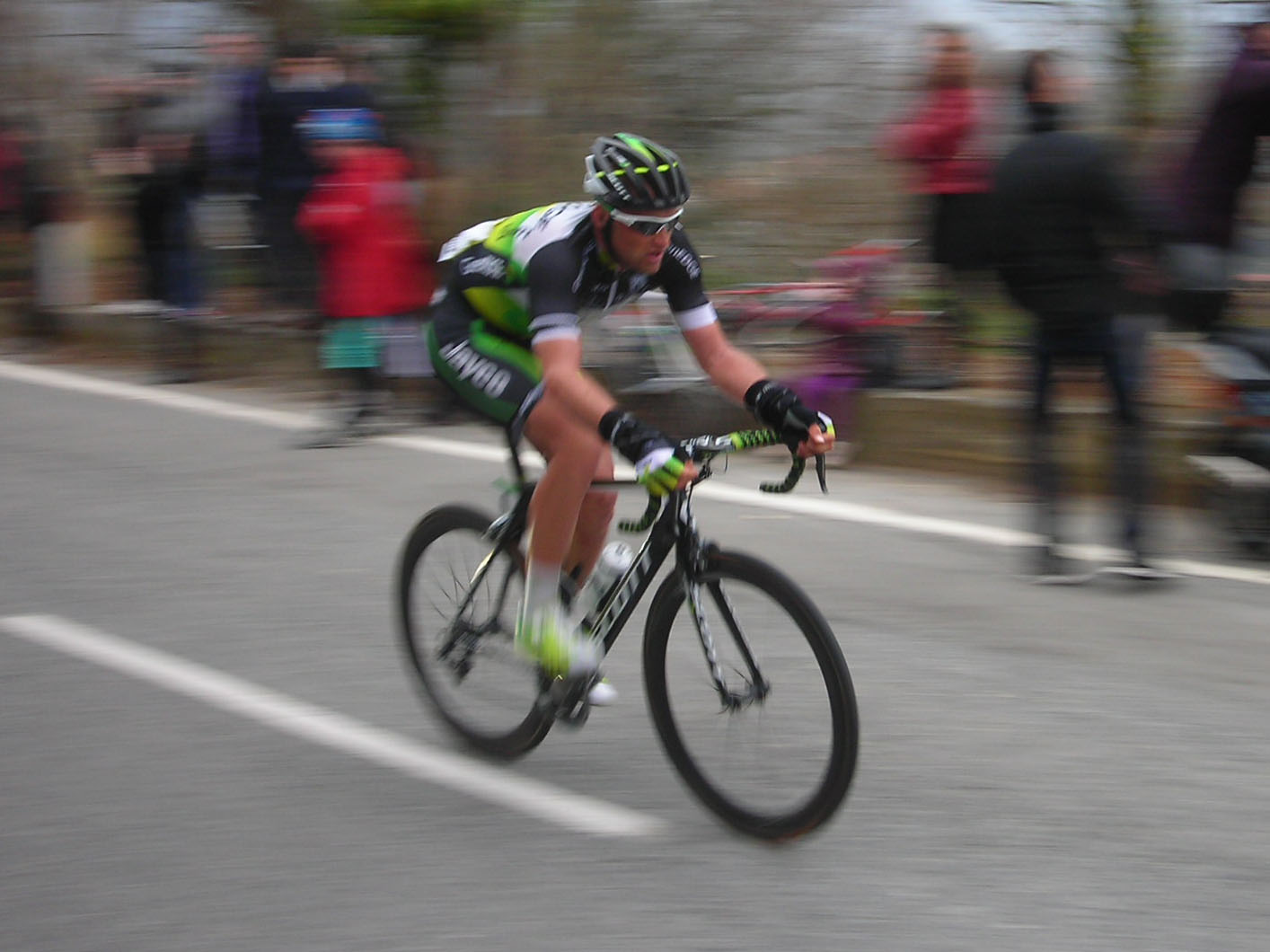
Tomas Vaitkus bei Mailand-Sanremo (2012)

2002
- Weltmeister – Einzelzeitfahren (U23)
- Chrono Champenois – Trophée Européen

2003
- Litauischer Meister – Einzelzeitfahren

2004
- Litauischer Meister – Straßenrennen
- Litauischer Meister – Einzelzeitfahren

2005
- Tartu Grand Prix

2006
- eine Etappe Giro d’Italia

2008
- eine Etappe Algarve-Rundfahrt
- Ronde van het Groene Hart
- Litauischer Meister – Straßenrennen

2012
- Mannschaftszeitfahren Tirreno–Adriatico

2013
- eine Etappe Tour d’Azerbaïdjan
- Litauischer Meister – Straßenrennen

2016
- eine Etappe Tour Internationale d’Oranie
- Grand Prix de la Ville d’Oran
- zwei Etappen und Punktewertung Tour International de Sétif
- Gesamtwertung Tour International de Constantine
- Litauische Meisterschaft – Straßenrennen

## Grand Tour Gesamtwertung
| Grand Tour            | 2004 | 2005 | 2006 | 2007 | 2008 | 2009 | 2010 | 2011 | 2012 | 2013 | 2014 | 2015 | 2016 |
| --------------------- | ---- | ---- | ---- | ---- | ---- | ---- | ---- | ---- | ---- | ---- | ---- | ---- | ---- |
| Giro d’ItaliaGiro     | DNF  | –    | DNF  | –    | –    | –    | –    | –    | DNF  | –    | –    | –    | –    |
| Tour de FranceTour    | –    | –    | –    | DNF  | –    | –    | –    | 140  | –    | –    | –    | –    | –    |
| Vuelta a EspañaVuelta | –    | –    | –    | –    | 95   | –    | –    | –    | –    | –    | –    | –    | –    |

## Teams
- 2003 Landbouwkrediet-Colnago
- 2004 Landbouwkrediet-Colnago
- 2005 AG2R Prévoyance
- 2006 AG2R Prévoyance
- 2007 Discovery Channel
- 2008 Astana
- 2009 Astana
- 2010 Team RadioShack
- 2011 Pro Team Astana
- 2012 Orica GreenEdge
- 2013 Orica GreenEdge
- 2015 Rietumu-Delfin
- 2016 Nasr-Dubai
- 2017 Rietumu Banka-Riga